# Arne Halse
Arne Halse (ur. 20 października 1887 w Kristiansund, zm. 3 lipca 1975 w Trondheim) – norweski lekkoatleta, który specjalizował się w rzucie oszczepem.
Dwukrotnie startował w igrzyskach olimpijskich - Londyn 1908 oraz Sztokholm 1912. Uczestniczył także - w roku 1906 - w olimpiadzie letniej. Podczas igrzysk w Londynie wywalczył dwa medale - srebro w konkursie rzutu oszczepem oraz brąz w zawodach rzutu oszczepem stylem dowolnym. Startował także w pchnięciu kulą. 
Rekord życiowy w rzucie oszczepem: 55,40 (1912)